# هوبسن
ماركوس جمال هوبسون (بالإنجليزية: Marcus Jamal Hopson) (المولود في 18 يوليو، 1985 )، المعروف باسمه الفني هوبسن، هو مغني راب أمريكي ومنتج أغان وملحن ومخرج وممثل من مدينة لوس انجلس ولاية كاليفورنيا. في 2007، وقع عقدا مع روثليس ريكوردس، ومن ذلك الحين قام بإصدار البومه الخاص (فنك فوليوم)، في 2009 هوبسن أصدر أربعة البومات من الاستوديو الخاص به.

## روابط خارجية
- هوبسن على موقع IMDb (الإنجليزية)
- هوبسن على موقع ميوزك برينز (الإنجليزية)
- هوبسن على موقع أول ميوزيك (الإنجليزية)
- هوبسن على موقع ديسكوغز (الإنجليزية)
- هوبسن على موقع قاعدة بيانات الفيلم (الإنجليزية)